# Юньган (район)
Юньга́н (кит. упр. 云冈, пиньинь Yúngāng) — район городского подчинения городского округа Датун провинции Шаньси (КНР).

## История
В 200 году до н. э. в этих местах для защиты империи Хань от набегов хуннов был основан гарнизонный город Пинчэн. В 398 году он стал столицей государства Северная Вэй. Когда северовэйский правитель Тоба Цзюнь принял буддизм, то он решил сделать крупный буддийский памятник, и в V веке западнее Пинчэна был создан пещерный комплекс Юньган с буддийскими статуями. К концу V века вэйские правители перенесли столицу в Лоян, а Пинчэн был оставлен на разграбление кочевникам и на несколько столетий предан забвению.
В 947 году северную часть Шаньси отторгли от Китая кочевники-кидани. Вплоть до монгольского нашествия возникший в этих местах город Датун служил западной столицей сначала киданьского государства Ляо, а с 1125 года — чжурчженьского государства Цзинь. В конце XIV века город вновь был обнесён стеной.
После образования КНР город был в 1949 году административно разделён на четыре района, плюс в 1950 году был создан отдельный Горнодобывающий район в качестве административной структуры, управляющей территорией с каменноугольными шахтами. В ходе последующих изменений административного деления городские районы к 1954 году были объединены в один, который стал назваться просто «Городской район». В 1966 году сельскохозяйственные угодья Городского и Горнодобывающего районов были выделены в отдельный Пригородный район. В октябре 1970 года Пригородный район был разделён на Южный Пригородный район и Северный Пригородный район.
9 февраля 2018 года было произведено очередное изменение административного деления Датуна, в результате которого Городской, Горнодобывающий и Южный Пригородный районы были ликвидированы, а на их землях были образованы районы Пинчэн и Юньган.

## Административное деление
Район делится на 28 уличных комитетов, 2 посёлка и 4 волости.